# Грищук, Леонид Петрович
Леони́д Петро́вич Грищу́к (16 августа 1941 Житомир, Украина — 13 сентября, 2012 Кардифф, Великобритания) — советский, украинский и британский астрофизик. Ученик Абрама Леонидовича Зельманова и Якова Борисовича Зельдовича. Доктор физико-математических наук (1977), профессор. Член ВЛКСМ (1955—1969). Диссертация: «Гравитационные волны их физические свойства и астрофизические проявления» защищена в Московском Университете в 1977 году. Специалист в области Общей теории относительности и гравитации. Исследования относятся к гравитационным волнам, детекторам гравитационных волн, космическому фоновому излучению, Расширению Вселенной, супергравитации, квантованию гравитации. Автор более 200 публикаций. Работы Грищука широко цитируются ([H-индекс] = 30).

## Краткая характеристика научной деятельности
Грищук являлся ярким сторонником общей теории относительности. Он известен работами в области микроволнового космического излучения, детектирования гравитационных волн. Также поддерживал строительство LIGO, позволившее установить существование гравитационных волн по сигналам от сливающихся черных дыр, принесшее Нобелевскую премию по физике трём учёным в 2017 году.

## Работы
- Л. П. Грищук «Реликтовые гравитационные волны и космология» 175 1289 (2005)
- Л. П. Грищук, В. М. Липунов, К. А. Постнов, М. Е. Прохоров, Б. С. Сатьяпракаш «Гравитационно-волновая астрономия: в ожидании первого зарегистрированного источника» 171 3 (2001)
- В. Л. Гинзбург, М. С. Аксентьева, В. С. Бескин, Л. П. Грищук, Ю. В. Гуляев, И. М. Дремин, Г. Р. Иваницкий, А. А. Каплянский, Д. Н. Клышко, Г. Н. Кулипанов, Л. Б. Окунь, Л. П. Питаевский, В. И. Ритус, В. А. Рубаков, Б. М. Смирнов, В. Д. Шафранов, И. A. Яковлев «Журналу „Успехи физических наук“ — 80 лет» 169 3 (1999)
- В. Л. Гинзбург, М. С. Аксентьева, В. С. Бескин, Л. П. Грищук, Ю. В. Гуляев, И. М. Дремин, Г. Р. Иваницкий, А. А. Каплянский, Д. Н. Клышко, Г. Н. Кулипанов, Л. Б. Окунь, Л. П. Питаевский, В. И. Ритус, В. А. Рубаков, Б. М. Смирнов, В. Д. Шафранов, И.A. Яковлев «От редакционной коллегии» 169 2 (1999)
- Л. П. Грищук «Общая теория относительности — знакомая и незнакомая» 160 (8) (1990)
- Л. П. Грищук «Гравитационно-волновая астрономия» 156 (10) (1988)
- Л. П. Грищук, Я. Б. Зельдович «Общая теория относительности верна! (Методические заметки)» 155 (7) (1988)
- Я. Б. Зельдович, Л. П. Грищук «Тяготение, общая теория относительности и альтернативные теории» 149 (8) (1986)
- Л. П. Грищук «Гравитационные волны в космосе и в лаборатории» 121 (4) (1977)